# Dagmar Renertová
Dagmar Renertová, rozená Kopřivová (24. prosince 1930 Praha – 28. října 2024 Řevnice) byla česká výtvarnice, autorka tapisérií, obrazů a ilustrací, učitelka výtvarné výchovy a baletu.

## Život
Narodila se v Praze, v roce 1935 se rodina přestěhovala do Olomouce, kde její otec, podplukovník Arnošt Kopřiva vedl místní posádku československé armády. Oba  rodiče byli za protektorátu vězněni a Dagmar byla i s mladším bratrem Milanem ukrývána u příbuzných na Valašsku. 
Otec Arnošt Kopřiva byl po obsazení Československa nacisty uvězněn v německém Creußenu, kde pracoval ve zbrojní továrně až do dubna 1945. S dalšími vězni se zmocnil zbraní a po osvobození Pattonovou americkou armádou se s ní účastnil osvobození Československa v Aši. Byl za to vyznamenán medailí svobody osobně generálem Pattonem.
Matka Eliška Kopřivová, rozená Spáčilová, pomáhala rodinám stíhaným nacisty. Převáděla uprchlíky přes hranice do Polska. Za to byla uvězněna v Terezíně a následně transportována do Ravensbrücku, odkud ji na pochodu smrti zachránila Rudá armáda. Po osvobození byla rodina repatriačním úřadem přestěhována do Řevnic a podporována díky matčině spoluvězeňkyni a řevnické starostce Albíně Bedřichové.
Dagmar v letech 1948–1951 vystudovala Vyšší školu uměleckého průmyslu v Praze u prof. J. Svobody a soukromě malbu u Václava Vrbského (1895–1970). Pracovala v ateliéru textilní tvorby profesora Antonína Kybala, kde jednak navrhovala design dekoračních látek a tapisérií, ale také prováděla cizí návrhy. Po zániku ateliéru působila v propagačním oddělení Oděvního obchodu. V letech 1969–1972 vedla propagační oddělení v Cementárnách v Králově Dvoře a poté dvacet let působila jako výtvarnice oddělení propagace Domu módy v Praze. Pak se provdala do rodiny Václava Renerta v  Hranicích na Moravě, kde několik let žila. Poté se vrátila do Řevnic, kde žila, pracovala a učila až do pozdního věku. 
Kromě výtvarné činnosti se Dagmar Renertová věnovala baletu, který studovala u primabaleriny Zdenky Zabylové a na Lidové konzervatoři v Ostravě (1960–1964). Založila a dlouhá léta vedla v Řevnicích taneční soubor Kvítko. Na tamní základní umělecké škole vyučovala obory balet a výtvarná výchova.

## Dílo
Její návrhy tapisérií byly malované nebo kreslené. Zachycovaly často osoby v pohybu, taneční či hudební kreace. Malovala také zátiší a portréty. Vytvořila loutky podle postav z Andersenových pohádek. 
- Poetický herbář je knížka básní s ilustracemi, kterou vydalo Oblastní muzeum Praha-východ v Brandýse nad Labem-Staré Boleslavi v roce 2015 u příležitosti autorčina životního jubilea a retrospektivní výstavy jejích prací.[2]
- Vlajka města Řevnic byla vytvořena podle jejího návrhu.

Byla členkou Středočeského sdružení výtvarníků, s nímž pravidelně vystavovala. Byla rovněž členkou Společnosti Vyšehrad při Vyšehradské kapitule.
Její pracovní píli i optimistické naladění posilovala katolická víra.